# District de Baota
Le district de Baota (宝塔区 ; pinyin : Bǎotǎ Qū) est une subdivision administrative de la province du Shaanxi en Chine. Il est placé sous la juridiction de la ville-préfecture de Yan'an.